# Richard Trommer
Richard Trommer (selon certaines sources Richard Hans Trommer ; né le 16 juillet 1910 à Münnerstadt, selon une autre source le 19 avril 1911 ; disparu en 1945, déclaré mort le 21 novembre 1950) est un médecin de camp de concentration allemand et Hauptsturmführer de la SS.
Il est membre du NSDAP de juillet 1929 à septembre 1931 (on ne sait pas s'il est parti ou s'il a été exclu) et à nouveau à partir de mai 1933. En 1936, il réussit son examen d'État en médecine. En tant que médecin de camp, il est en 1941 au camp de concentration de Flossenbürg, en 1942-1943 au camp de Neuengamme et en 1943-1945 au camp de concentration de Ravensbrück près de Fürstenberg/Havel.
On perd sa trace en 1945. Un suicide en mai 1945 est probable. Le tribunal de district de Bremerhaven le déclare mort le 21 novembre 1950.
Les médecins qui travaillaient avec lui à Ravensbrück, dont Rolf Rosenthal, Percy Treite, Benno Orendi, Gerhard Schiedlausky, Walter Sonntag sont condamnés à Hambourg lors des procès de Ravensbrück et au procès des médecins de Nuremberg (Fritz Fischer, Karl Gebhardt, Herta Oberheuser).